# Рамон Зомер
Рамон Зомер (нід. Ramon Zomer, нар. 13 квітня 1983, Алмело) — нідерландський футболіст, що грав на позиції захисника, зокрема за «Твенте» та молодіжну збірну Нідерландів.

## Клубна кар'єра
У дорослому футболі дебютував 2002 року виступами за команду «Твенте», в якій провів шість сезонів, взявши участь у 122 матчах чемпіонату. Більшість часу, проведеного у складі «Твенте», був основним гравцем захисту команди.
Згодом з 2008 по 2014 рік грав у складі команд «Неймеген» та «Геренвен», а завершував ігрову кар'єру у команді «Гераклес» з рідного Алмело, за яку виступав протягом 2014—2016 років.

## Виступи за збірну
У 2005–2007 роках залучався до лав молодіжної збірної Нідерландів. На молодіжному рівні зіграв у 15 офіційних матчах. Ставав у її складі переможцем молодіжного Євро-2006.

## Титули і досягнення
- Чемпіонат Європи серед молодіжних команд (1):

Нідерланди U-21: 2006